# New Nintendo 2DS XL
New Nintendo 2DS XL è una console portatile per videogiochi prodotta da Nintendo. È il quinto e ultimo restyling del Nintendo 3DS, nonché restyling di Nintendo 2DS e la sesta console della stessa famiglia. Appartiene all'ottava generazione di console. Come per Nintendo Switch, è stato annunciato attraverso YouTube tramite il canale ufficiale di Nintendo.

## Caratteristiche
Il New Nintendo 2DS XL possiede una croce direzionale, tipica di Nintendo, uno stick analogico, uno Stick-C, i pulsanti azione ABXY, e i tasti dorsali L, ZL, ZR ed R. A differenza del 2DS, ha una RAM, una CPU e una GPU più potenti, esattamente le stesse del New Nintendo 3DS XL.
Presenta inoltre schermi più grandi e la classica forma a conchiglia (o a cerniera) del 3DS adottata da Nintendo sin dal Game Boy Advance SP, a differenza del 2DS. La risoluzione delle due fotocamere rimane pressoché invariata.
Il New Nintendo 2DS XL non supporta la funzione 3D. Di conseguenza, la console non permette al giocatore di giocare con la tridimensionalità.